# إيغاركا
إيغاركا (بالروسية: Игарка) هي إحدى مدن روسيا التي تقع في الكيان الفدرالي الروسي كراسنويارسك كراي.

يبلغ عدد سكان المدينة 6,183 نسمة (حسب إحصاء عام 2010).
| البيانات المناخية لـإيغاركا       | البيانات المناخية لـإيغاركا | البيانات المناخية لـإيغاركا | البيانات المناخية لـإيغاركا | البيانات المناخية لـإيغاركا | البيانات المناخية لـإيغاركا | البيانات المناخية لـإيغاركا | البيانات المناخية لـإيغاركا | البيانات المناخية لـإيغاركا | البيانات المناخية لـإيغاركا | البيانات المناخية لـإيغاركا | البيانات المناخية لـإيغاركا | البيانات المناخية لـإيغاركا | البيانات المناخية لـإيغاركا |
| الشهر                             | يناير                       | فبراير                      | مارس                        | أبريل                       | مايو                        | يونيو                       | يوليو                       | أغسطس                       | سبتمبر                      | أكتوبر                      | نوفمبر                      | ديسمبر                      | المعدل السنوي               |
| --------------------------------- | --------------------------- | --------------------------- | --------------------------- | --------------------------- | --------------------------- | --------------------------- | --------------------------- | --------------------------- | --------------------------- | --------------------------- | --------------------------- | --------------------------- | --------------------------- |
| الدرجة القصوى °م (°ف)             | 1.2 (34.2)                  | 0.7 (33.3)                  | 7.2 (45.0)                  | 13.3 (55.9)                 | 27.8 (82.0)                 | 33.6 (92.5)                 | 34.0 (93.2)                 | 29.4 (84.9)                 | 24.8 (76.6)                 | 14.6 (58.3)                 | 2.5 (36.5)                  | 0.0 (32.0)                  | 34.0 (93.2)                 |
| متوسط درجة الحرارة الكبرى °م (°ف) | −22.9 (−9.2)                | −20.5 (−4.9)                | −11.5 (11.3)                | −3.9 (25.0)                 | 3.8 (38.8)                  | 15.8 (60.4)                 | 21.1 (70.0)                 | 17.0 (62.6)                 | 8.9 (48.0)                  | −2.9 (26.8)                 | −16.2 (2.8)                 | −20.7 (−5.3)                | −2.7 (27.1)                 |
| المتوسط اليومي °م (°ف)            | −27.2 (−17.0)               | −25.1 (−13.2)               | −17.3 (0.9)                 | −10.0 (14.0)                | −0.7 (30.7)                 | 10.7 (51.3)                 | 16.0 (60.8)                 | 12.6 (54.7)                 | 5.5 (41.9)                  | −6.0 (21.2)                 | −20.2 (−4.4)                | −24.8 (−12.6)               | −7.2 (19.0)                 |
| متوسط درجة الحرارة الصغرى °م (°ف) | −31.4 (−24.5)               | −29.6 (−21.3)               | −23.1 (−9.6)                | −16.1 (3.0)                 | −5.2 (22.6)                 | 5.6 (42.1)                  | 10.8 (51.4)                 | 8.1 (46.6)                  | 2.2 (36.0)                  | −9.1 (15.6)                 | −24.2 (−11.6)               | −28.9 (−20.0)               | −11.7 (10.9)                |
| أدنى درجة حرارة °م (°ف)           | −54.1 (−65.4)               | −54.3 (−65.7)               | −51.8 (−61.2)               | −42.8 (−45.0)               | −29.1 (−20.4)               | −8.7 (16.3)                 | 0.8 (33.4)                  | −2.6 (27.3)                 | −13.6 (7.5)                 | −34.4 (−29.9)               | −49.5 (−57.1)               | −55.5 (−67.9)               | −55.5 (−67.9)               |
| الهطول مم (إنش)                   | 32.0 (1.26)                 | 28.6 (1.13)                 | 28.9 (1.14)                 | 30.1 (1.19)                 | 30.9 (1.22)                 | 54.4 (2.14)                 | 47.8 (1.88)                 | 69.6 (2.74)                 | 54.4 (2.14)                 | 61.4 (2.42)                 | 44.1 (1.74)                 | 42.4 (1.67)                 | 524.6 (20.65)               |
| المصدر: Погода и климат Игарка    |                             |                             |                             |                             |                             |                             |                             |                             |                             |                             |                             |                             |                             |